# 独孤陀
独孤 陀（独孤陁、どっこ だ、生没年不詳）は、西魏から隋にかけての人物。「猫鬼」の事件で知られる。字は黎邪。本貫は雲中郡。

## 経歴
独孤信の六男として生まれた。548年（大統14年）、父の功績により西魏の建忠県伯に封じられた。557年、北周が建国されると、独孤陀は胥附上士の位を受けた。同年のうちに父が失脚すると、独孤陀は蜀郡に十数年のあいだ流された。572年（建徳元年）に宇文護が殺害されると、ようやく長安に帰った。581年（開皇元年）、隋が建国されると、上開府・右領左右将軍の位を受け、武喜県公に封じられた。582年（開皇2年）、隋の文帝が趙国公となった独孤陀の邸に行幸した。590年（開皇10年）、楊素が江南の高智慧の乱を平定すると、独孤陀は左領軍将軍として浚儀で南征軍の労をねぎらった。後に独孤陀は郢州刺史として出向し、位は上大将軍に進んだ。さらに延州刺史に転じた。しかし後に述べる猫鬼の事件で官爵を剥奪されて民とされた。ほどなく死去した。煬帝が即位すると、正議大夫の位を追贈された。後に銀青光禄大夫の位を贈られた。

## 猫鬼事件
独孤陀は左道を好んだ。かれの外祖母の高氏はかつて猫鬼に仕えていた。猫鬼は高氏の子の郭沙羅を殺し、転じて独孤家に入ったという。文帝がこのことを仄聞したことがあったが、信じようとしなかった。たまたま独孤皇后と楊素の妻の鄭祁耶が病にかかり、医者を召し出して診察させたところ、ともに「これは猫鬼の病です」といわれた。文帝は独孤陀が独孤皇后の異母弟であり、独孤陀の妻が楊素の異母妹であることから、これは独孤陀の仕業ではないかと思い、ひそかにその兄の独孤穆に独孤陀を説得させた。また文帝は側近たちに独孤陀を批判するのをやめさせた。しかし独孤陀は文帝に答えようとせず、文帝は不快に思って、独孤陀を遷州刺史に左遷した。
独孤陀が文帝への恨み言を発したとの話が朝廷に伝わった。文帝は高熲・蘇威・皇甫孝緒・楊遠らに命じて事件を糾明させた。独孤陀の下女の徐阿尼が「わたくしはもともと独孤陀様のお母上の家から参った者で、いつも猫鬼に仕えております。子の日の夜に猫鬼を祀っておりますが、これは子は鼠だからだと言われております。その猫鬼は人を殺すたびごとに、死者の家から財物をひそかに猫鬼を養う家へと移しております。かつて独孤陀様は家中より酒を探し出して、『元手なしで酒を売ることができよう』と奥様におっしゃいました。独孤陀様は『猫鬼を越公（楊素）の家に向かわせ、わたしの金銭を増やさせよう』とわたくしにおっしゃいました。そこでわたくしが猫鬼に呪すと、数日後に猫鬼は楊素様の家に向かいました。開皇11年（591年）に帝が并州からお帰りになられると、独孤陀様は「猫鬼を皇后のところに向かわせれば、多くの賜物が我が物となるだろう」と園中でわたくしにおっしゃいました。わたくしがまた猫鬼に呪すと、猫鬼は宮中に入っていきました」と証言した。楊遠は門下外省で徐阿尼に猫鬼を呼ばせることにした。徐阿尼は夜間に香粥一盆を置いて、匙で叩きながら「猫なんじ来たるべし。宮中に住むなかれ」と猫鬼を呼んだ。ずいぶんと経ってから、徐阿尼は顔色が真っ青になり、引き回されるようなしぐさをして、「猫鬼がやってきました」といった。
文帝がこの事を公卿に諮問すると、牛弘が「妖かしは人によって起こるものです。その原因となる人を殺せば絶つことができます」と答えた。文帝は独孤陀夫妻を犢車に乗せるよう命じ、自宅で死なせようとした。独孤陀の弟の独孤整が宮殿を訪れて慈悲を求めた。これにより独孤陀は死罪を免れたが、官爵を剥奪されて民とされ、その妻の楊氏は尼とされた。先だってある人が母が人の養う猫鬼に殺されたと訴えたことがあった。このときは文帝は怪しげな話と怒って、訴人を譴責して退けた。独孤陀の事件の後、文帝は猫鬼を行ったと訴えられた家の人を処刑した。

## 子女
- 独孤延福
- 独孤延寿

## 伝記資料
- 『隋書』巻79 列伝第44
- 『北史』巻61 列伝第49